# Parrya longicarpa
Parrya longicarpa är en korsblommig växtart som beskrevs av Andrej Nikovaevich Krasnov. Parrya longicarpa ingår i släktet Parrya och familjen korsblommiga växter. Inga underarter finns listade i Catalogue of Life.